# Lofsöngur
Lofsöngur (dansk Lovsang) er Islands nationalsang, også kendt som "Ó, guð vors lands! Ó, lands vors guð" 
Nationalsangen er oprindelig en salme, digtet i 1873-74 af Matthías Jochumsson, og melodien af Sveinbjörn Sveinbjörnsson. Den skulle markere tusindeårsjubilæet for indvandringen til Island i 1874. Melodien blev fremført af et blandet kor ved en højmesse i domkirken i Reykjavík søndag den 2. august 1874 som "Lofsöngur í minningu Íslands þúsund ára" (lovsang til minde om Islands tusinde år). Kong Christian IX af Danmark (og dermed Island) var til stede.
Sangen blev uofficielt brugt somn nationalsang, og den blev brugt da Island fik selvstyre fra Danmark i 1918. Status som Islands nationalsang blev stadfæstet i Altinget 8. mars 1983, 
Tidligere blev visen Eldgamla Ísafold af Bjarni Thorarensen til melodien God Save the Queen ofte sunget som en slags nationalsang.

## Teksten på islandsk
Ó, guð vors lands! Ó, lands vors guð!
Vér lofum þitt heilaga, heilaga nafn!
Úr sólkerfum himnanna hnýta þér krans
þínir herskarar, tímanna safn.
Fyrir þér er einn dagur sem þúsund ár
og þúsund ár dagur, ei meir:
eitt eilífðar smáblóm með titrandi tár,
sem tilbiður guð sinn og deyr.
Íslands þúsund ár,
Íslands þúsund ár,
eitt eilífðar smáblóm með titrandi tár,
sem tilbiður guð sinn og deyr.
Ó, guð, ó, guð! Vér föllum fram
og fórnum þér brennandi, brennandi sál,
guð faðir, vor drottinn frá kyni til kyns,
og vér kvökum vort helgasta mál.
Vér kvökum og þökkum í þúsund ár,
því þú ert vort einasta skjól.
Vér kvökum og þökkum með titrandi tár,
því þú tilbjóst vort forlagahjól.
Íslands þúsund ár
Íslands þúsund ár
voru morgunsins húmköldu, hrynjandi tár,
sem hitna við skínandi sól.
Ó, guð vors lands! Ó, lands vors guð!
Vér lifum sem blaktandi, blaktandi strá.
Vér deyjum, ef þú ert ei ljós það og líf,
sem að lyftir oss duftinu frá.
Ó, vert þú hvern morgun vort ljúfasta líf,
vor leiðtogi í daganna þraut
og á kvöldin vor himneska hvíld og vor hlíf
og vor hertogi á þjóðlífsins braut.
Íslands þúsund ár
Íslands þúsund ár
verði gróandi þjóðlíf með þverrandi tár,
sem þroskast á guðsríkis braut.
Teksten er af Matthías Jochumsson og musikken af Sveinbjörn Sveinbjörnsson.

## Danske oversættelser

### Første vers i Olaf Hansens oversættelse (1919)
Vort hjemlands Gud,
Vort hjemlands Gud!
Vi lover dit hellige, hellige navn!
Se, tidernes hære dig bringer en krans
af sole fra himmelens favn!
For dig er én dag som tusinde år,
årtusinder dage, vor Gud!
En evighedsblomst, der i duggråd står
og tilbeder dig og går ud.
Islands tusind år, Islands tusind år,
en evighedsblomst, der i duggråd står
og tilbeder dig og går ud.